# Заза Урушадзе
Заза Урушадзе (груз. ზაზა ურუშაძე; 30 жовтня 1965, Тбілісі — 7 грудня 2019) — грузинський кінорежисер, продюсер та сценарист, державний діяч у галузі кінематографії. Батько грузинської кінорежисерки Ани Урушадзе, син відомого грузинського футболіста Рамаза Урушадзе.

## Біографія
1982—1988 — навчався на режисерському факультеті Тбіліського університету театру та кіна. 2001 — голова Експертної комісії Грузинського національного кіноцентру, 2002—2004 — директор ГНК.
До 2006 Урушадзе був директором продакшена, який випустив чотири сезони серіалу «Ckheli Dzagli». Але той був заборонений грузинським урядом з огляду на політичні мотиви проекту. Тоді режисер узявся за зйомки повтнометражного фільму «Три будинки», який закінчив 2008, а вже у грудні того ж року ця стрічка відкрила Тиждень грузинського кіна у Таллінні (Естонія). Тоді ж народилася ідея сценарію стрічки «Мандарини» — у кооперації з естонськими колегами Артуром Веебером і Танею Мюльбауер.
«Мандарини» — це перший естонсько-грузинський фільм, зроблений ко-продукції. Робота була завершена 2013 і кінострічка стала найуспішнішою у світі за всю історію грузинського кінематографу. Місце події — Абхазький регіон Грузії 1990, під час російської військової агресії. Естонський чоловік Іво, який зупинився в Абхазії аби зібрати врожай мандаринів, одного дня бачить пораненого чоловіка, який просто завалюється у двері його будинку. Іво не має вибору і починає опікуватися незнайомцем.
За три роки фільм здобув низку міжнародних нагород, зокрема головну премію Варшавського кінофестивалю та спеціальний приз на Гейдельберзькому кінофестивалі, номінацію «Найкращий фільм 2016» кінофестивалю Барі.
2016 Урушадзе почав роботу над новою кінострічкою «Чернець», яка також відбувається у ко-продукції з Естонією з рекордним бюджетом ($776,000).
У 2018 році був обраний президентом Кіноакадемії Грузії терміном на п'ять років. Проте через рік залишив посаду через обстановку в академії.

## Фільмографія
- 1989: Mattvis vints mamam miatova
- 1990: Їм, кого залишили батьки
- 1998: Ak tendeba
- 2008: Sam Sakhli
- 2012: Bolo gaseirneba
- 2013: Мандарини (Mandariinid)
- 2017: Сповідь (Beri)
- 2019: Антон і червона химера (Anton, his friend and the Russian revolution)